# 土曜の朝は玲子におまかせ
『土曜の朝は玲子におまかせ』（どようのあさはれいこにおまかせ）は、2004年10月2日から2011年4月2日までKBCラジオ（九州朝日放送）で放送されていたワイド番組である。放送時間は毎週土曜 7:00 - 12:00 （日本標準時）。メインパーソナリティは、前番組『和田安生の土曜日だ!』にも出演していた徳永玲子が務めていた。

## サブパーソナリティ

### 番組終了時の担当者
- 薮野祐三 - 7時から9時までの出演者。愛称は「ヤビー」。
- 太田祐輔

### 過去の担当者
- 栗田善太郎（2004年10月 - 2007年9月）
- 逸見明正（2007年10月 - 2009年3月）

## コーナー

### 番組終了時のコーナー

#### 7時台
- 7:10 玲子の朝刊で〜す - 新聞などに掲載されたニュースを伝えるコーナー。
- 7:25 ヤビーにおまかせ あれこれ祐三 - 薮野によるニュース解説コーナー。
- 7:30 おまかせスポーツ情報
- 7:40 私の街から医食同源物語（KBS京都ラジオ製作）
- 7:45 ひまわり号早耳レポート - 各地の行楽スポット情報を中継で伝えていたコーナー。
- 7:50 ヤビーにおまかせ なるほどザ・ワールド - 薮野が海外渡航エピソードを話すコーナー。

#### 8時台
- 8:00 見出しフラッシュ
- 8:30 おはよう もしもし情報 - 各地の行楽スポット・イベントの担当者と電話で話すコーナー。

#### 9時台
- 9:00 玲子のおススメ
- 9:05 とっても健康らんど - KBCテレビでは同日土曜 11:25 - 11:40 に放送。
- 9:25 ヨドバシカメラマルチメディア博多ほっと情報 - ヨドバシ博多の店員が、開店前に電話でおすすめ商品等の情報を紹介するコーナー。
- 9:30 民音コンサートエクスプレス

#### 10時台
- 10:00 B級アワー！ - 様々なB級ニュース[要説明]を紹介するコーナー。コーナー後半では、リスナーにB級ニュースに関するクイズを出題していた。
- 10:10 ひまわり号レポート
- 10:20 トヨペットナイスミドル応援団（ニッポン放送製作）
- 10:35 徳永玲子の絵本の時間 おはなしマラソン
- 10:45 玲子の長浜1丁目クッキング
- 10:55 玲子のビューティー倶楽部 - 美容関連の情報を伝えていたコーナー。

#### 11時台
- 11:00 玲子のおじゃましま〜す
- 11:15 山本譲二の住まいるフレンド（東海ラジオ製作）
- 11:30 おとぼけツアーズ奮闘記 しずおかへようこそ!（ラジオ日本製作）

#### 随時放送
- KBC朝日新聞ニュース（7:55頃・8:54頃・9:54頃・10:54頃・11:50頃）
- KBC天気予報（7:57頃・8:56頃・9:56頃・10:56頃・11:52頃）
- KBC交通情報（7:53頃・8:30頃・10:30頃）
- レースガイド（8:58頃・9:58頃・10:58頃）

### 過去のコーナー
- 商店街！玲子さんが通るっ！
- おまかせ人生相談
- はじめまして玲子です
- マイタウン北九州
- テレマートラジオショッピング
- 博多駅ぷら〜っとインフォメーション
- トヨタ プレシャス・ボックス!（ニッポン放送製作）
- 発毛専門リーブ21 岡村社長の「髪の悩み 私が答えます」
- 高田純次・河合美智子の東京パラダイス〜ニチロ おいしいトーク（文化放送製作）
- リポビタンD ドラマティックライフシアター タイムマシンに乗って（ニッポン放送製作）

## 玲子の長浜1丁目クッキング
エバラ食品の提供で放送されていた料理コーナー。徳永とサブパーソナリティが、リスナーから寄せられたレシピをもとに隔週交替で料理を作り、それを相手に試食・採点してもらっていた。また、リスナーを対象にした料理教室イベント「玲子の長浜1丁目親子クッキングセミナー」を定期的に開催していた。
このコーナーとクッキングセミナーは、後番組の『徳永玲子の週刊土曜日』と『栗田善成の土曜娯楽版』に引き継がれた。